# قرار مجلس الأمن التابع للأمم المتحدة رقم 819
قرار مجلس الأمن التابع للأمم المتحدة 819، هُو قرار اتخذ بالإجماع في 16 أبريل 1993، بعد إعادة التأكيد على القرار 713 (1991) وجميع القرارات اللاحقة (1992)، أعرب المجلس عن قلقه إزاء تحركات الوحدات شبه العسكرية لصرب البوسنة في البلدات والقُرى في شرق البوسنة والهرسك، بما في ذلك الهجمات على المدنيين وقُوات الحماية الأممية للحماية وتعطيل وصول قوافل المساعدات الإنسانية.

## القرار
تماشيا مع الفصل السابع من ميثاق الأمم المتحدة، واصل المجلس مُطالبة جميع الأطراف والجهات المعنية الأخرى بمعاملة سريبرينيتسا والمناطق المحيطة بها كمنطقة آمنة ينبغي أن تكون خالية من أي هجوم مسلح أو أي عمل عدائي آخر، مُطالبين بوقف جميع الأعمال العدائية وانسحاب القوات شبه العسكرية التابعة لصرب البوسنة من المناطق حول سربرينيتشا. كانت هذه هي المرة الأولى التي يتم فيها الإعلان عن «منطقة آمنة» مدنية في العالم. وطالب المجلسً أيضا جمهورية يوغوسلافيا الاتحادية (صربيا والجبل الأسود) بالتوقف عن تصدير الأسلحة والمُعدات العسكرية والخدمات الأخرى للوحدات شبه العسكرية لصرب البوسنة في البوسنة والهرسك.
طلب قرار المجلس الأمين العام بطرس بطرس غالي أن يزيد من وجود قوات الحماية الأُممية في سربرينيتسا والمناطق المحيطة بها ويطلب من جميع الأطراف المعنية التعاون الكامل في هذا الصدد، وأن يُقدم بطرس غالي تقريرا عن ذلك إلى مجلس الأمن. نُشرت في المدينة كتيبة مُكونة من 147 فردا من قُوات حفظ السلام في وقت لاحق لطمأنة قائد راتكو ملاديتش بأن المدينة لن تُستخدم كقاعدة لمُهاجمة قُواته. كما أكد القرار من جديد على أن الاستيلاء على الأراضي عن طريق التهديد أو استخدام القوة أو من خلال التطهير العرقي، هو أمر غير قانوني وغير مقبول في القانون الإنساني الدولي. أدان المجلس أيضا «حملة التطهير العرقي البغيضة» التي تنتهجُها القُوات شبه العسكرية لصرب البوسنة والتي أدت إلى فرار السكان المدنيين من سريبرينيتسا.
فيما يتعلق بالمساعدة الإنسانية، طالب المجلس بإيصال المساعدات الإنسانية دون أية عراقيل إلى جميع مناطق البوسنة والهرسك، وخُصوصا إلى السكان المدنيين في سربرينيتسا، وأن أي انقطاع في تسليم هاته المُساعدات يُشكل انتهاكا للقانون الإنساني الدولي. ثم حث المجلس كُلا من الأمين العام للأمم المتحدة والمُفوض السامي لشؤون اللاجئين على تعزيز العمليات الإنسانية في المنطقة.
في الأخير، طالب القرار 819 جميع الأطراف بضمان سلامة أفراد قُوة الحماية الأُممية ومُوظفي الأمم المتحدة والمُنظمات الدولية الأخرى، مما يسمح بالنقل الآمن للمدنيين المصابين من سربرينيتسا والمناطق المحيطة بها، وتضمن القرار كذلك إرسال بعثة من أعضاء مجلس الأمن لتقييم الحالة في البوسنة والهرسك. وستمتد «المنطقة الآمنة» لاحقًا إلى مدن أخرى من بينها توزلا وشيبا وبيخاتش وغورازده وسراييفو في القرار رقم 824.